# 이화열전
《이화열전》은 2002년 2월 22일에 MBC에서 방영한 베스트극장이다.

## 줄거리
이숙은 무능력한 남편으로 인해 넉넉지 못한 살림살이가 어렵고, 화숙은 집을 나가버린 남편으로 인해 악착같이 돈을 벌어 넉넉하게 산다. 그 사람은 성격도 판이 하게 달라 말을 잘 하다가도 틀어지기 일쑤여서 이숙과 화숙은 틈만 나면 서로 으르렁거린다.

## 등장 인물

### 주요 인물
- 여운계 : 이숙 역
- 윤미라 : 화숙 역

### 그 외 인물
- 문회원 : 이숙의 남편 역
- 한규희 : 화숙의 남편 역
- 변희봉
- 송기윤
- 송경희
- 손동운
- 최재호
- 김세형
- 김민석
- 장석원
- 김동욱
- 윤희주
- 오협
- 신동미
- 윤갑수
- 변신호
- 김연수
- 이지함
- 이윤경 (아역)